# کدلستون
کدلستون (به انگلیسی: Kedleston) یک روستا و محله مدنی در بریتانیا است که در دره امبر واقع شده‌است.